# Szabó Kálmán (néprajztudós)
Szabó Kálmán (Kiskunfélegyháza, 1886. szeptember 1. – Kecskemét, 1963. november 22.) magyar néprajztudós, régész, nyelvész.

## Életpályája
Általános és középiskolai tanulmányait Kiskunfélegyházán végezte el. Budapesten két évig bölcsészetet hallgatott, majd Kolozsváron jogot tanult. 1908-ban a Néprajzi Társaság tagja lett. 1910–1911 között Szilády Károly mellett dolgozott. 1911-ben a kecskeméti múzeum tisztviselője, később igazgatója volt. 1935-ben a Néprajzi Társaság tíz tagú vidéki választmányának tagjává választották. 1939–1944 között a Katona József Társaság elnöke volt. 1941-ben a Néprajzi Társaság alelnöke lett. 1942-ben főtanácsosi címmel tüntették ki. Az 1945-ben elpusztult múzeumi anyagot nagy hozzáértéssel pótolta. 1951-től a kecskeméti múzeum kutatója lett.
Rendezte a kiskunfélegyházi múzeum régészeti és néprajzi anyagát és II. Rákóczi Ferenc szülőházában, Borsiban emlékmúzeumot létesített. Több néprajzi, történelmi, nyelvészeti cikke jelent meg szaklapokban.

## Művei
- Kecskemét szőlő és gyümölcstermelésének múltja (Kecskemét, 1934)
- A „hírős város” anekdotakincse (Kecskemét, 1935)
- A kecskeméti múzeum kincsei (Budapest, 1936)
- Kecskeméti tanyák (Kecskemét, 1936)
- Kecskemét th. város múzeuma (Kecskemét, 1936)
- Az alföldi magyar nép művelődéstörténeti emlékei. Kulturgeschichtliche Denkmäler der ungarischen Tiefebene (Budapest, 1938)
- A kecskeméti múzeum halászati gyűjteménye (A Néprajzi Múzeum Füzetei 2. Budapest, 1938).

## Díjai
- Szocialista Kultúráért (1953)